# 羅伯特·費斯克
羅伯特‧費斯克（英語：Robert Fisk；1946年7月12日—2020年10月30日），來自英國肯特郡梅德斯通區，是英國報紙《獨立報》的中東記者及作家，在黎巴嫩首都貝魯特駐守了逾30年。